# SWI5
SWI5 (англ. SWI5 homologous recombination repair protein) – білок, який кодується однойменним геном, розташованим у людей на 9-й хромосомі. Довжина поліпептидного ланцюга білка становить 235 амінокислот, а молекулярна маса — 26 739.
| 10         |  | 20         |  | 30         |  | 40         |  | 50         |
| ---------- |  | ---------- |  | ---------- |  | ---------- |  | ---------- |
| MQRRGQRDLW |  | RHNKSCARNR |  | CPRPPRERGG |  | AGFPWVRAQL |  | SVRQFTLRVR |
| VPGPVHLRGR |  | SPTPALDPLA |  | PLNPLIRGPR |  | TPGLRRWIQS |  | LALLLPNCSS |
| SRIPTVPRPH |  | SGLWVQSDFP |  | LGFLSRTEPR |  | LTRSCRGAFR |  | SPRPLPKSGQ |
| ADGTSEESLH |  | LDIQKLKEKR |  | DMLDKEISQF |  | VSEGYSVDEL |  | EDHITQLHEY |
| NDIKDVGQML |  | MGKLAVIRGV |  | TTKELYPEFG |  | LDMND      |  |            |

A: Аланін

C: Цистеїн

D: Аспарагінова кислота

E: Глутамінова кислота

F: Фенілаланін

G: Гліцин

H: Гістидин

I: Ізолейцин

K: Лізин

L: Лейцин

M: Метіонін

N: Аспарагін

P: Пролін

Q: Глутамін

R: Аргінін

S: Серин

T: Треонін

V: Валін

W: Триптофан

Задіяний у таких біологічних процесах, як пошкодження ДНК, репарація ДНК. 
Локалізований у ядрі.